# Матс Віффер
Матс Віффер (нід. Mats Wieffer, нар. 16 листопада 1999, Борне) — нідерландський футболіст, півзахисник клубу «Феєнорд».

## Клубна кар'єра
Розпочав займатись футболом у віці 5 років в клубі РКСВ НЕО, після чого приєднався до академії «Твенте» у віці 10 років. У сезоні 2017/18 років він провів один матч у третьому дивізіоні країни за резервну команду «Йонг Твенте».
30 жовтня 2018 року дебютував у основній команді в матчі Кубка Нідерландів проти нижчолігового «Нордвейка» (4:2), а 8 березня 2019 року дебютував у Ерстедивізі, зігравши у матчі проти клубу «ТОП Осс» (2:0). Ці дві гри так і залишились єдиними для гравця у рідній команді.
У червні 2020 року Віффер приєднався до «Ексельсіора» (Роттердам) на правах вільного агента, підписавши з клубом трирічний контракт. За два сезони він провів 71 гру в другому дивізіоні країни з роттердамським клубом і в сезоні 2021/22 піднявся до Ередивізі.
У червні 2022 року Віффер перейшов у «Феєнорд», підписавши чотирирічний контракт. 8 вересня він дебютував за «червоно-білих» в матчі групового етапу Ліги Європи проти італійського «Лаціо» (2:4), а через три дні провів і свій перший матч у Ередивізі, вийшовши у грі проти «Спарти» з Роттердама (3:0). 13 січня 2023 року він забив свій перший гол за клуб, а також віддав гольову передачу в кубковій грі проти «Зволле» (3:1).

## Досягнення
«Феєнорд»
- Чемпіон Нідерландів: 2022–23[10]
- Володар Кубка Нідерландів: 2023–24[11]

Особисті досягнення
- Команда місяця Ередивізі: лютий 2024[12]